# Björkvårvecklare
Björkvårvecklare (Acleris logiana) är en fjärilsart som först beskrevs av Carl Alexander Clerck 1759.  Björkvårvecklare ingår i släktet Acleris, och familjen vecklare. Arten är reproducerande i Sverige.